# Guadeloupe zászlaja
Guadeloupe, Franciaország tengerentúli régiója és megyéje, mely a a Karib-térségben, A Kis-Antillákhoz, azon belül a Szélcsendes-szigetek csoportjában található. nem rendelkezik hivatalos státusszal a Franciaország zászlaján kívül.

## Egyéb zászlók
A francia trikolór a Guadeloupe-ban használt hivatalos nemzeti zászló.
A francia zászló mellett a fehér mezőre feliratozott regionális logót gyakran használják regionális zászlóként, hasonlóan Mayotte és Réunion gyakorlatához. Guadeloupe régiós kormányzati zászlaján stilizált nap és madár látható egy zöld és világoskék négyzeten, a REGION GUADELOUPE alsó indexszel sárga aláhúzással.
A Guadeloupe fővárosának, Basse-Terre-nek a címerén alapuló, helyileg használt nem hivatalos zászló fekete vagy piros mezőben 30 sugarú aranysárga nappal és zöld cukornáddal, valamint felül, kék sávon három aranysárga liliommal rendelkezik.
A független népszövetség Guadeloupe Felszabadításáért a suriname-ihoz nagyon hasonló nemzeti zászlót javasolt .

A régiós zászló

A guadeloupe-i függetlenségi aktivisták zászlaja, amit a független állam lobogójának szánnak

Guadeloupe nem hivatalos zászlaja

Az UPLG által javasolt zászló